# Креспи, Джованни Баттиста
Джованни Баттиста Креспи по прозванию Черано (итал. Giovanni Battista Crespi; 23 декабря 1573, Черано, Пьемонт — 23 октября 1632, Милан, Ломбардия) — итальянский живописец, скульптор и архитектор ломбардской школы периода Контрреформации.

## Биография
Джованни Баттиста родился в семье провинциального художника Рафаэле Креспи, его первого и, по-видимому, единственного учителя, и Камиллы. Он приходился дядей художнику Даниэле Креспи, вырос вместе со своим братом Ортензио Креспи (1578—1631), который стал его главным сотрудником вместе с зятем Мельхиоре Герардини, известным как «Черанино».
Ранее семья отца перебралась в городок Черано. Поэтому члены семьи в дальнейшем получали прозвания по именованию этого места. В 1591 году Джованни Баттиста прибыл в Милан. вероятно, он имел неплохие заработки, ибо тем же 1591 годом датирована выплата художнику за декоративные работы во дворце Ренато Борромео, родного брата кардинала Федерико Борромео (дворец не сохранился).

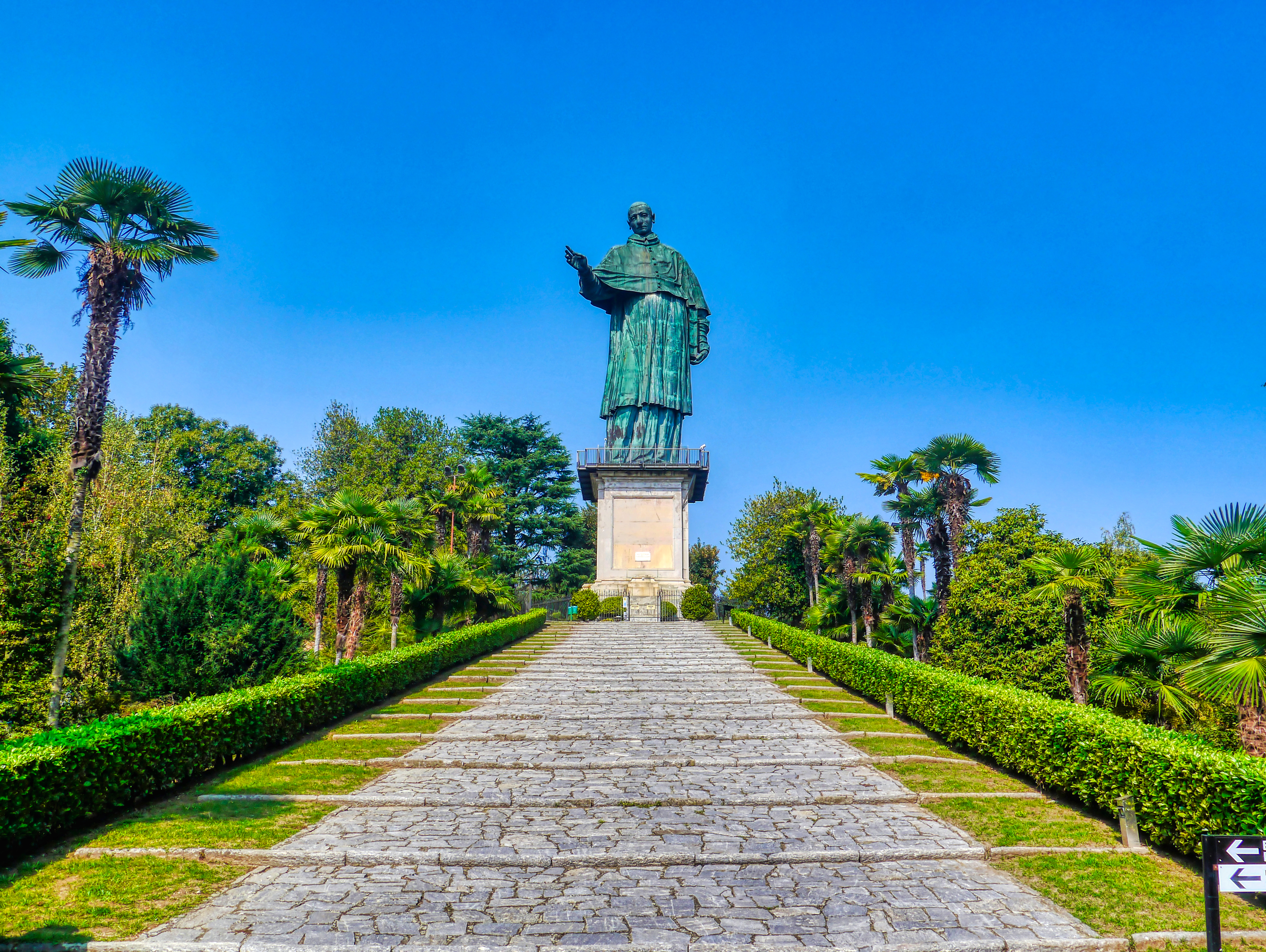
Колосс Святого Карло Борромео. Арона, Пьемонт

Джованни Баттиста писал фрески и алтарные картины для храмов Ломбардии, изучал произведения других художников, работавших в то время в Милане, в том числе произведения маньериста Пеллегрино Тибальди и Гауденцио Феррари (1575—1646), а также северных маньеристов, таких как Бартоломеус Спрангер. Уже в ранних работах, предшествовавших поездке в Центральную Италию, присутствуют отсылки к искусству Федерико Бароччи и среде римского маньеризма, представлявшего господствующую в те годы школу. Его поездка в Рим для продолжения образования датируется 1596 годом, когда он следовал за своим главным покровителем Федерико Борромео; вероятно, он также посетил Болонью и Флоренцию.
По возвращении в Милан в 1598 году Джованни Баттиста был привлечён к созданию колоссальной скульптуры святого Карло Борромео (высотой 23,4 метра) в Ароне, которая должна была стать центральным элементом так и не завершённого собора Сакро-Монте. Сохранились многочисленные рисунки этой работы, выполненные его рукой и хранящиеся в Метрополитен-музее в Нью-Йорке.
Креспи приобрёл известность многими произведениями, следующими постановлениям Тридентского собора католической церкви. В 1621 году он стал первым президентом Амброзианской академии, основанной кардиналом Федерико Борромео. Среди его учеников были Даниэле Креспи и Карло Франческо Нуволоне. Около 1626 года он завершил картину «Воскресение Христа» для монастыря Сан-Витторе в Меде, которая считается одним из его шедевров.
С 1629 года Джованни Баттиста Креспи руководил строительством городского Собора (Дуомо), выполняя эскизы скульптур, а также в качестве архитектора, разработав новый проект фасада, который представлял собой переработку проекта XVI века Пеллегрино Тибальди.
Художник скончался в Милане в октябре 1632 года спустя год после освобождения столицы Ломбардии от эпидемии чумы. Картина «Избиение альбигойцев» для церкви Сан-Доменико в Кремоне (ныне в Городском музее Ала Понцоне), оставшаяся незавершённой из-за смерти художника, была закончена его учеником Мелькиорре Герардини.

## Галерея

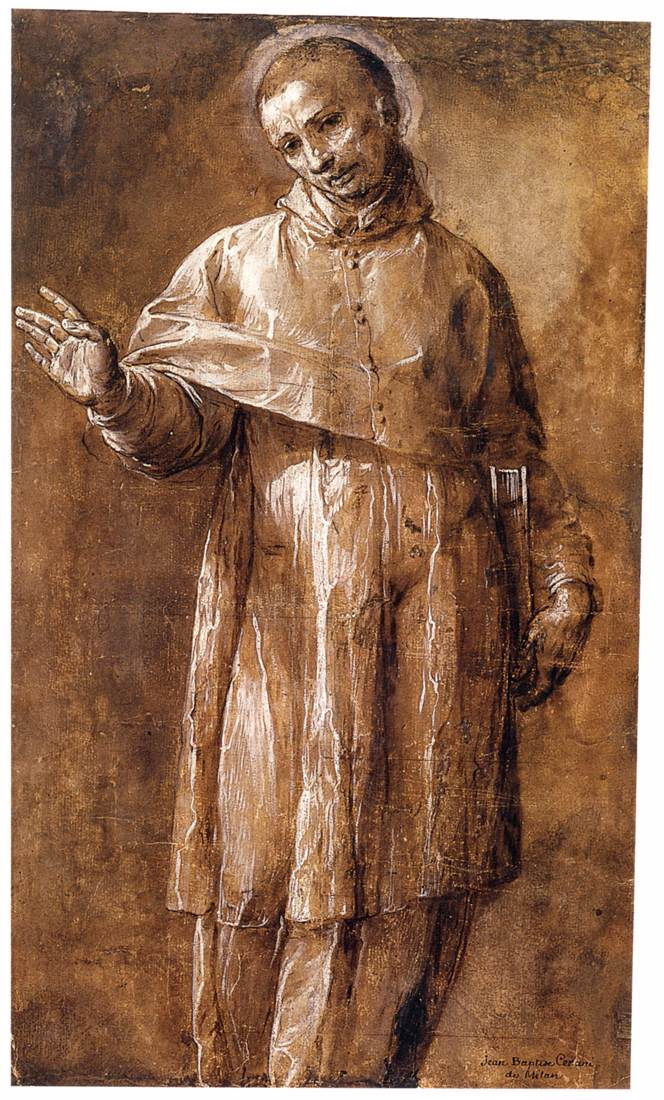
Святой Карло Борромео. Тонированная бумага, сепия, перо, кисть, белила. Метрополитен-музей, Нью-Йорк
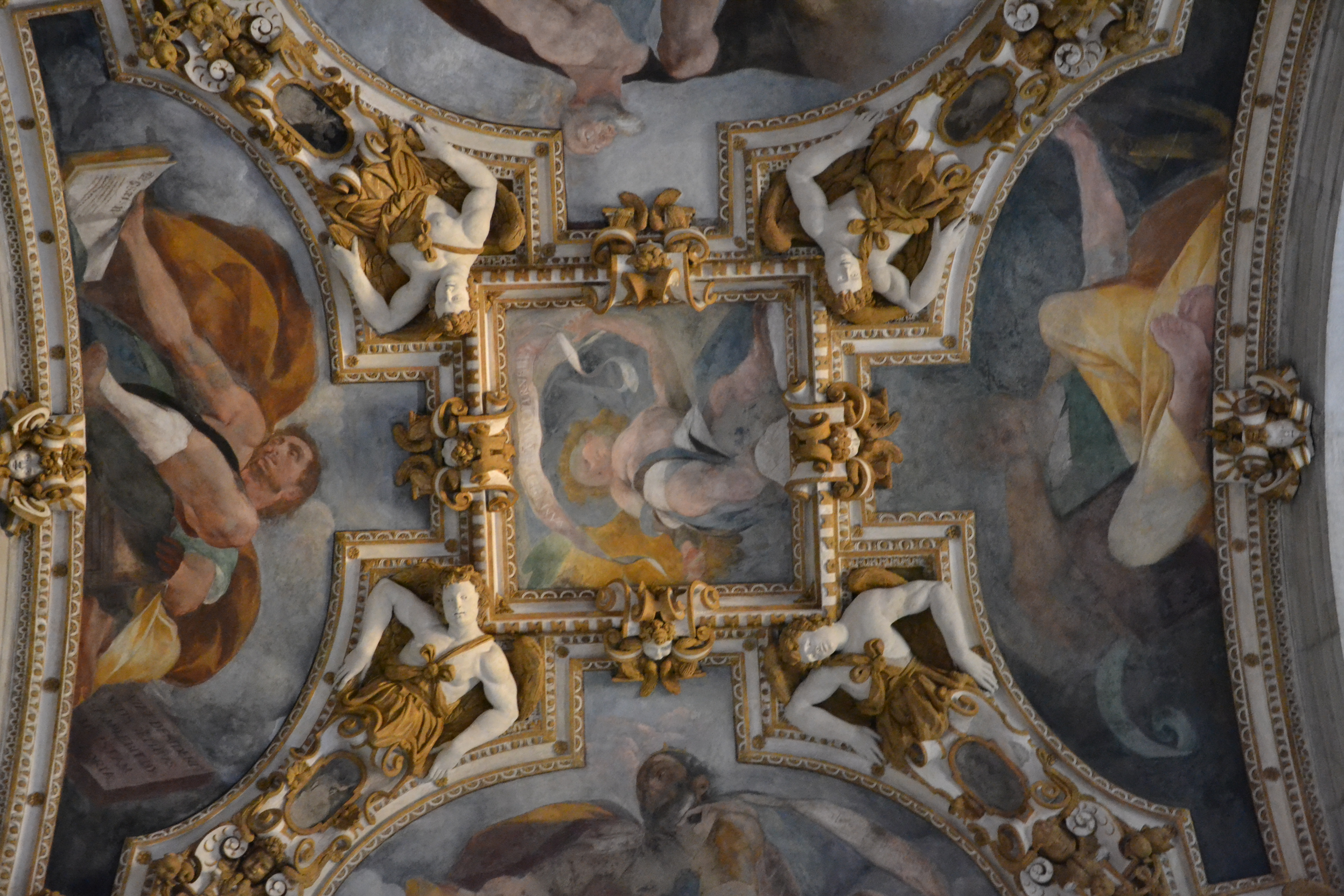
Роспись плафона церкви Санта-Мария-деи-Мираколи, Милан. Деталь
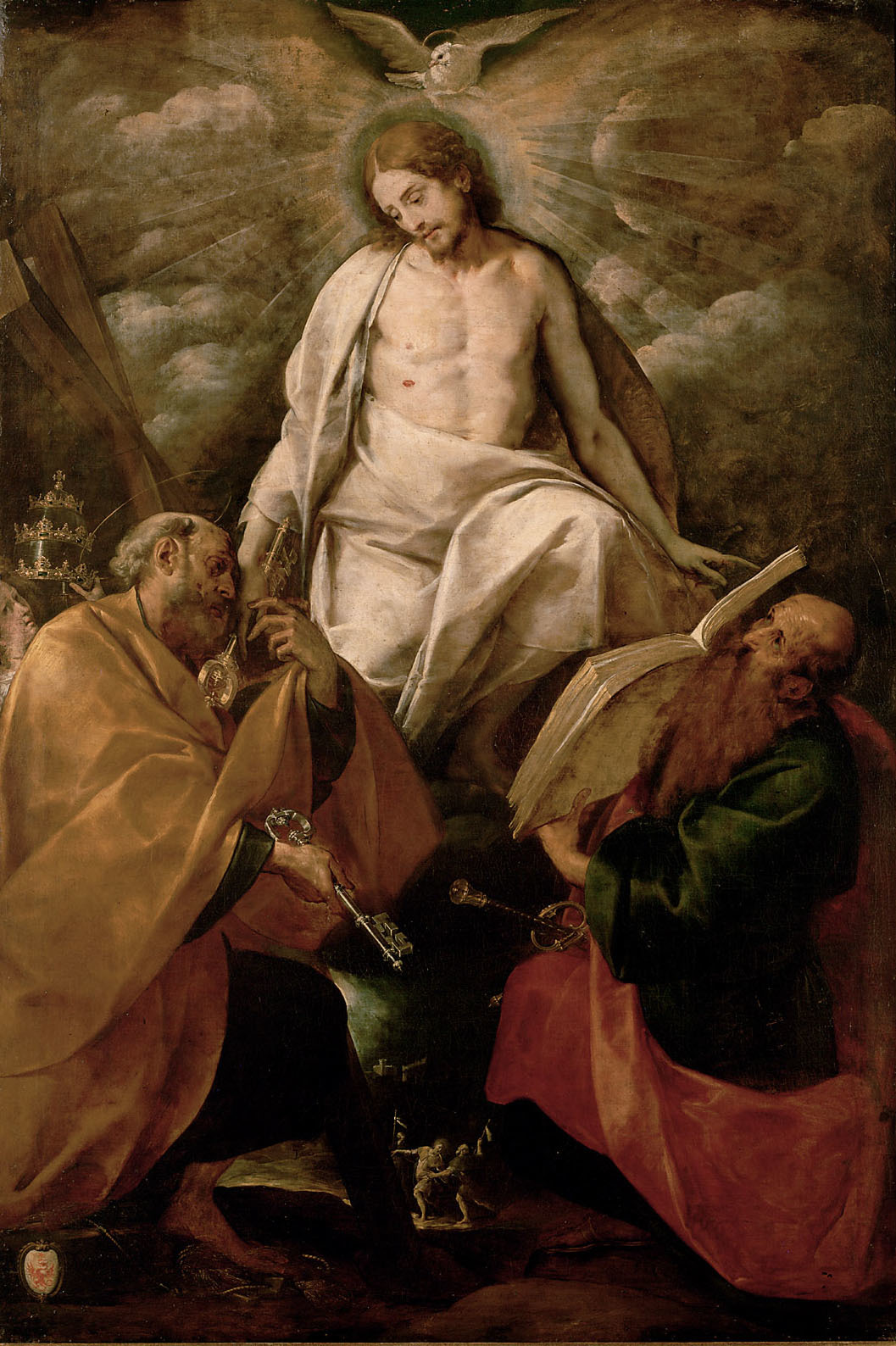
Явление Христа апостолам Петру и Павлу. Холст, масло. Музей истории искусств, Вена.
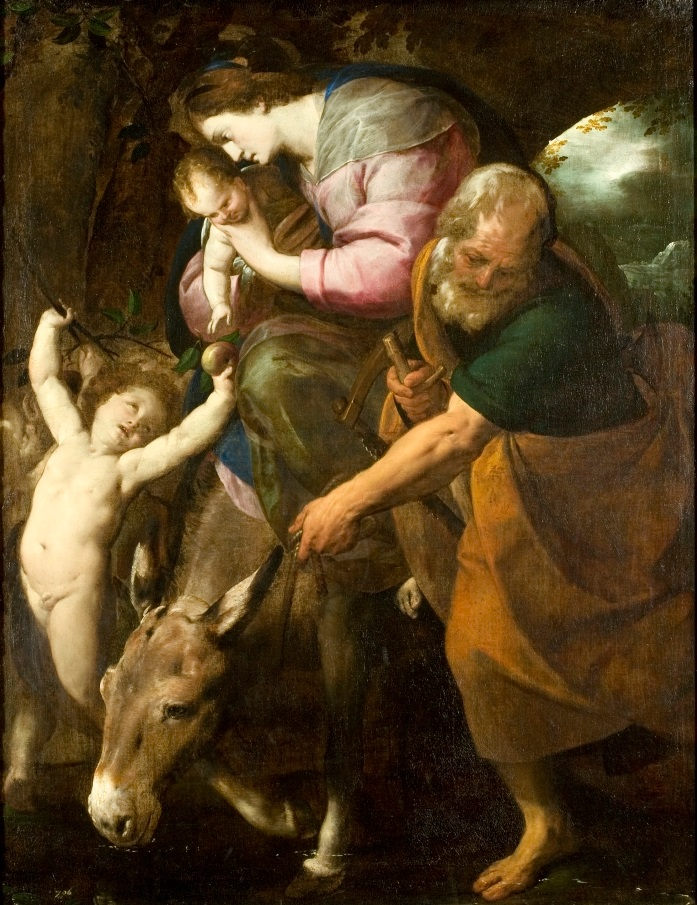
Бегство в Египет.
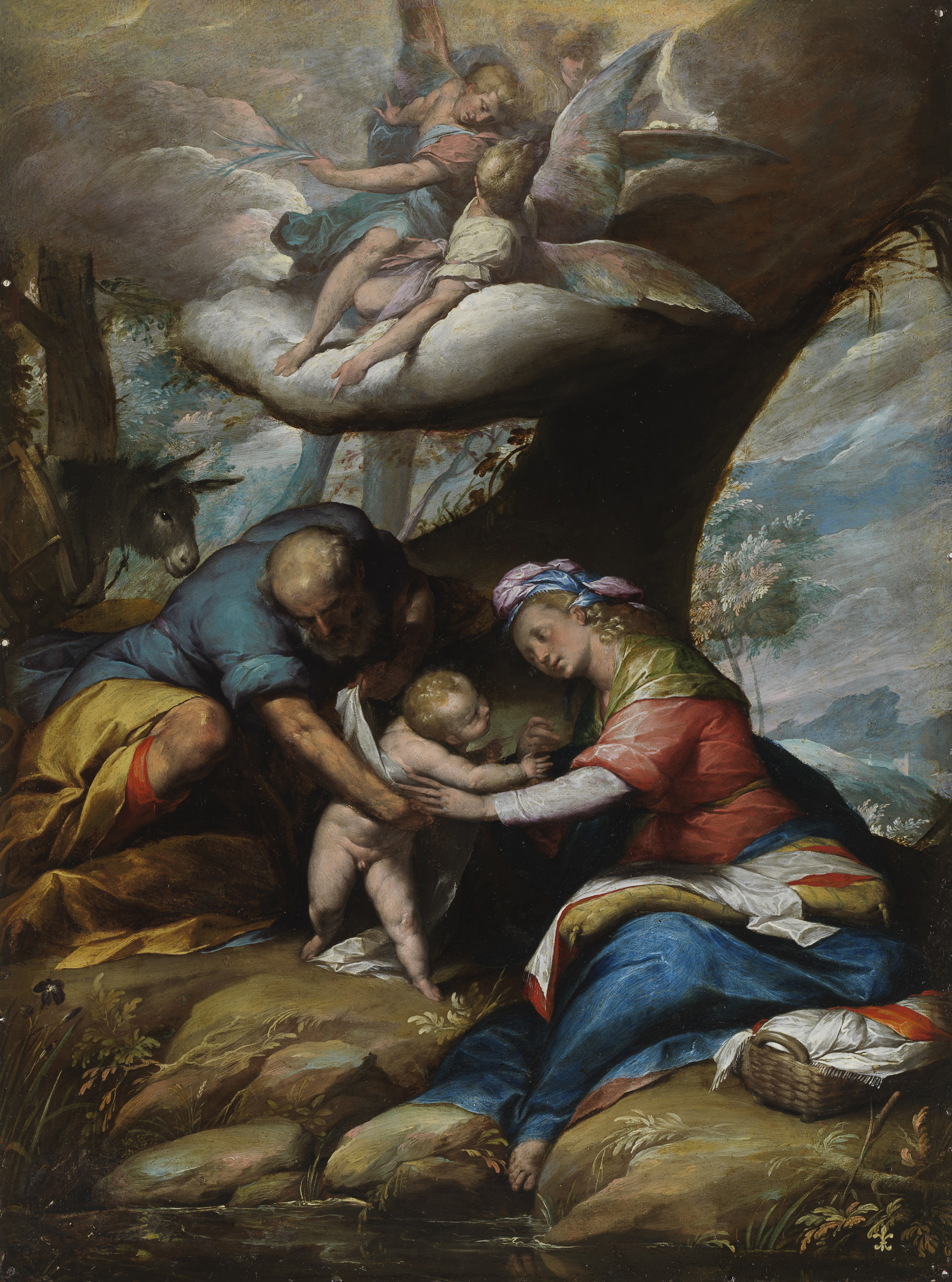
Отдых на пути в Египет. Ок. 1595. Медь, масло. Прадо, Мадрид
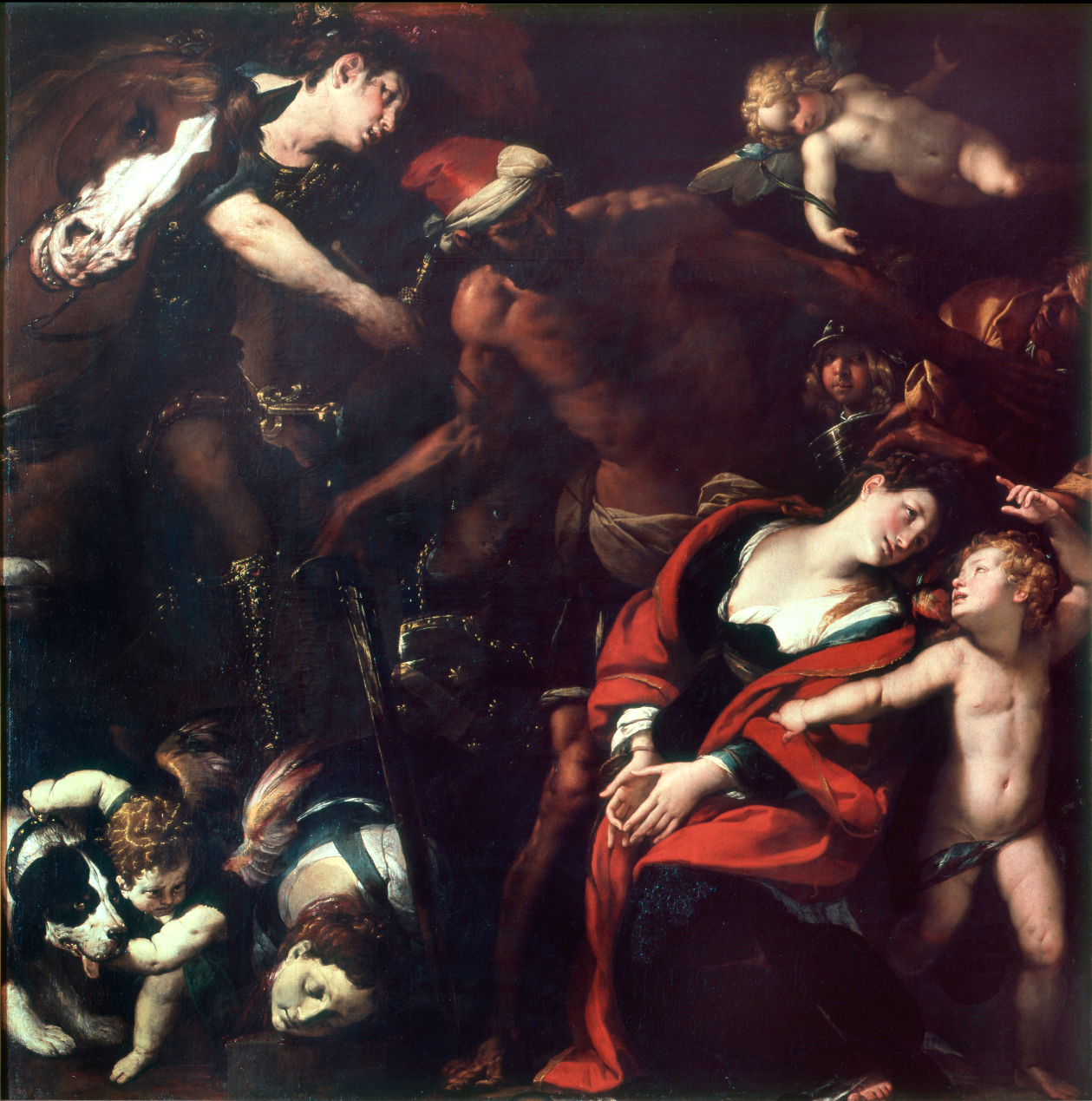
Мученичество святых Секонды и Руфины. Между 1620 и 1625. Пинакотека Брера, Милан
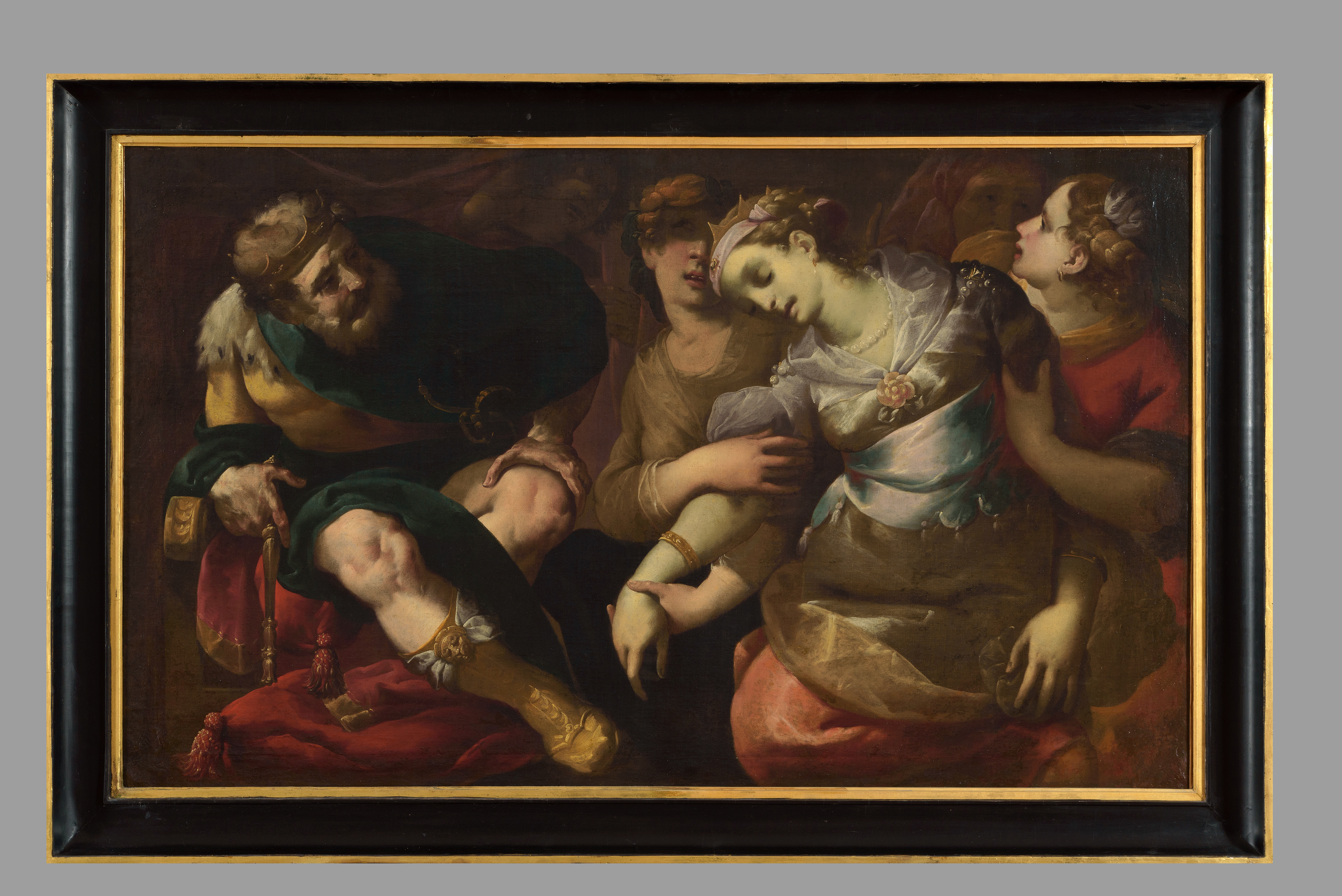
Эстер и Артаксеркс. Дерево, масло. Музей Кальве, Авиньон